# بدواس
بدواس (به انگلیسی: Bedwas) یک شهرک در ولز است که در شهرستان مستقل کرفیلی واقع شده‌است. بدواس ۸٬۵۱۲ نفر جمعیت دارد.